# ماریا خوسه گراناتو
ماریا خوسه گراناتو (اسپانیایی: María José Granatto‎؛ زادهٔ ۲۱ آوریل ۱۹۹۵) بازیکن هاکی روی چمن زن اهل آرژانتین است.او او در بازی‌های المپیک تابستانی ۲۰۱۶ در ریو دو ژانیرو  عضو تیم آرژانتین بود و مدال نقره بازی‌های المپیک تابستانی ۲۰۲۰ را به دست آورد. 

## عملکرد باشگاهی
او مدال طلای بازی های پان آمریکن ۲۰۱۹ را به دست آورد .  در سطح باشگاهی او برای باشگاه سانتا باربارا در آرژانتین بازی می کند.  در جوایز ستارگان هاکی ۲۰۱۶ و ۲۰۱۷ او برنده FIH rising star  سال شد.
او همچنین با تیم ملی آرژانتین قهرمان جام پان آمریکن ۲۰۲۲ شد و به عنوان بهترین بازیکن مسابقات انتخاب شد.